# Peter Verdaguer y Prat
Peter Verdaguer y Prat (* 10. Dezember 1835 in Sant Pere de Torelló, Spanien; † 26. Oktober 1911 in Mercedes, Texas, USA) war Apostolischer Vikar von Brownsville.

## Leben
Peter Verdaguer y Prat studierte Philosophie und Katholische Theologie an den Priesterseminaren in Vic und Barcelona sowie am St. Vincent’s Seminary in Cape Girardeau, Missouri. Er empfing am 12. Dezember 1862 durch den Bischof von Monterey-Los Angeles, Thaddeus Amat y Brusi CM, das Sakrament der Priesterweihe. Anschließend war Verdaguer y Prat als Seelsorger in San Bernardino und Los Angeles tätig.
Am 25. Juli 1890 ernannte ihn Papst Leo XIII. zum Titularbischof von Aulon und bestellte ihn zum Apostolischen Vikar von Brownsville. Der Bischof von Barcelona, Jaime Catalá y Albosa, spendete ihm am 9. November desselben Jahres in Barcelona die Bischofsweihe; Mitkonsekratoren waren der Bischof von Vic, José Morgades y Gili, und der Bischof von Lérida, José Meseguer y Costa. Nach seiner Rückkehr in die Vereinigten Staaten verlegte er den Sitz des Apostolischen Vikariates Brownsville von Corpus Christi nach Laredo.
Sein Grab befindet sich auf dem Laredo Catholic Cemetery.